# Malacothamnus jonesii
Malacothamnus jonesii là một loài thực vật có hoa trong họ Cẩm quỳ. Loài này được (Munz) Kearney mô tả khoa học đầu tiên năm 1951.